# Film kryminalny

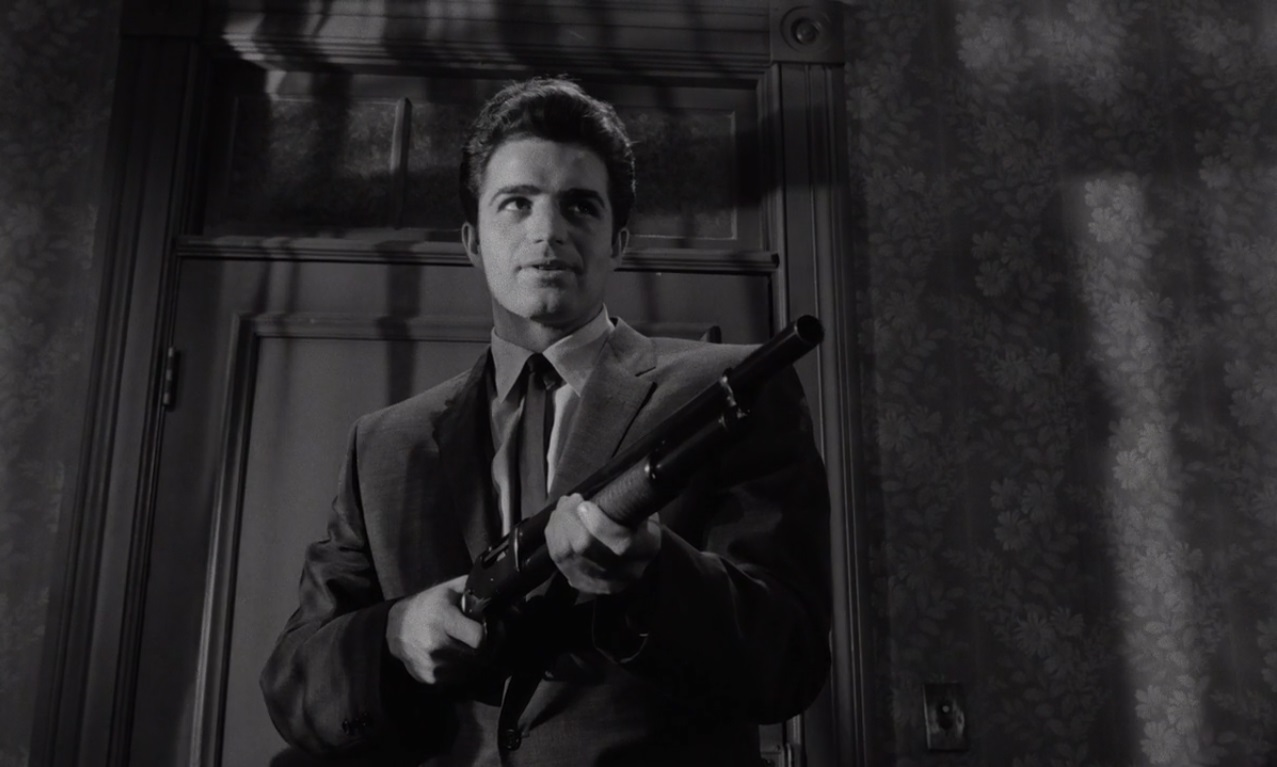
Kadr z filmu kryminalnego Zabójstwo

Film kryminalny – w najbardziej ogólnym znaczeniu, to rodzaj gatunku filmowego, który tematyką obejmuje różne aspekty przestępczości i wymiaru sprawiedliwości w sprawach przestępstw. Stylistycznie, może łączyć się z innymi gatunkami filmowymi, najczęściej z dramatem, thrillerem, filmem akcji lub noir. Projekty, których fabuła koncentruje się na wątkach mafijnych, są najczęstszymi przykładami filmów kryminalnych.

## Historia filmu kryminalnego
Inspiracją dla realizatorów wczesnych kryminałów filmowych była literatura XX wieku. Za pierwszy film kryminalny uznaje się francuski krótki metraż pt. Historia pewnej zbrodni (Histoire d'un crime, 1901), wyreżyserowany przez Ferdinanda Zeccę. Już od początku kryminały opowiadały o morderstwach lub innych przestępstwach

## Podgatunki
- Dramat sądowy – film, którego akcja dzieje się na sali sądowej. Przykładami są Dwunastu gniewnych ludzi, Anatomia morderstwa, Zabić drozda i Sprawa Kramerów.
- Film detektywistyczny(inne języki) – film, w którym detektywi rozwiązują kryminalne zagadki. Do tego gatunku należą filmy  Głęboki sen, Ruchomy cel, Długie pożegnanie, Chinatown i Półmrok.
- Film noir – gatunek popularny w latach 40. i pierwszej połowie lat 50. XX wieku. Do tego gatunku należą filmy Sokół maltański, Bulwar Zachodzącego Słońca, Podwójne ubezpieczenie i Dotyk zła.
- Film więzienny – film, którego akcja opowiada o pobycie w więzieniu lub domu poprawczym, a także o ucieczce z więzienia. Do tego gatunku należą filmy Skazani na Shawshank i Ucieczka z Alcatraz.
- Heist film – film dotyczący grupy kryminalistów planujących kradzież, z czego wynikają konsekwencje. Do tego gatunku należą filmy Zabójstwo, Pieskie popołudnie i Wściekłe psy.
- Horror kryminalny – horror, w którym najważniejszą rolę odgrywa aspekt kryminalny. Do tego gatunku należą filmy Czerwony smok, Milczenie owiec, Hannibal i Hannibal. Po drugiej stronie maski.
- Komedia kryminalna – podgatunek łączący fabułę dotyczącą zbrodni, z komedią. Przykładami są filmy Depresja gangstera, Porachunki, Żądło i Zabójcza broń.
- Mob film – filmy, w których główni bohaterowie mają do czynienia z mafią. Do tego gatunku należą filmy Ojciec chrzestny, Dawno temu w Ameryce, Droga do zatracenia, Bugsy, Aniołowie o brudnych twarzach, Mały Cezar, Nietykalni, Wrogowie publiczni, Kasyno i Człowiek z blizną.
- Thriller kryminalny – thriller z elementami kryminału. Do tego gatunku należą filmy Siedem i Potęga strachu.
- True crime – film kryminalny oparty na prawdziwych wydarzeniach. Do tego gatunku należą filmy Bonnie i Clyde, Pieskie popołudnie i Chłopcy z ferajny.